# Sam Kasiano

a Compétitions nationales et continentales officielles uniquement.

b Matchs officiels uniquement.
Sam Kasiano, né le 21 septembre 1990 à Auckland, est un joueur de rugby à XIII néo-zélandais d'origine samoan évoluant au poste de pilier dans les années 2010.
Pratiquant le rugby à XIII dès son enfance, il fait ses débuts professionnels aux Bulldogs de Canterbury au début de l'année 2011. Il devient titulaire dans son club d'entrée et termine à deux reprises avec son club finaliste de la National Rugby League en 2012 et 2014. Il rejoint en 2018 le Storm de Melbourne pour une nouvelle finale perdue la même année. En 2019, il rejoint les Dragons Catalans pour y disputer la Super League.
Internationalement, il choisit de ne pas jouer pour l'Australie et dispute avec la sélection de la Nouvelle-Zélande la Coupe du monde 2013 dont il dispute la finale, puis rejoint à partir de 2015 la  sélection des Samoa.

## Biographie
Sam Kasiano  est né et a grandi à Auckland en Nouvelle-Zélande, il est de descendance samoane. Il débute ne rugby à XIII à l'âge de huit ans avec les Otahuhu Leopards puis à l'école de Mount Albert Grammar. Il déménage à l'adolescence en Australie à Brisbane et y rejoint les Aspley Broncos puis les Norths Devils. En 2010, il signe pour les Bulldogs de Canterbury-Bankstown et prend part aux rencontres de la section des moins de vingt ans en National Youth Competition. Ses performances remarquées l'amènent à être sélectionné en sélection des jeunes de Nouvelle-Zélande.

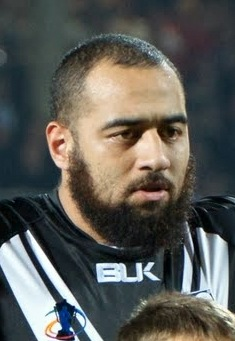
Kasiano sous les couleurs de la Nouvelle-Zélande.

En 2012, Kasiano écrit à la fédération néo-zélandaise pour clamer sa volonté de représenter la nation après des allégations lui prêtant des déclarations prêtant allégeance à l'Australie. Après avoir fait ses débuts en National Rugby League en 2011 avec les Bulldogs de Canterbury-Bankstown, il est élu meilleur pilier de NRL en 2012. Son physique hors norme et ses qualités de déplacement lui permettent de tenir une place de titulaire avec le club jusqu'en 2017 à son départ pour Melbourne. Entre-temps, il dispute la Coupe du monde 2013 avec la Nouvelle-Zélande et y termine finaliste à la suite de la victoire de l'Australie 38-2 en finale. En club, il atteint par deux fois la finale de NRL en 2012 et 2014 mais ne remporte pas le titre.
En 2015, il décide de prêter allégeance aux Samoa et y dispute chaque année leurs rencontres internationaux, il ne peut toutefois prendre part à la Coupe du monde 2017 en raison d'une blessure à l'épaule. En 2018, il rejoint le Melbourne Storm pour une salaire annuel de 600000 dollars australiens. Ce gros contrat posa un problème lors du renouvellement du contrat de Cameron Smith puisque Melbourne devait se défaire de Kasiano pour respecter le plafond salarial. Finalement, il rejoint les Dragons Catalans lors de la saison 2019 ,. En effet, Melbourne se trouvait dans l'obligation de se séparer de quelques joueurs pour respecter le plafond salarial et privilégie alors un départ de Kasiano en Europe et non dans un club concurrent de National Rugby League. Ainsi, le club australien prend en partie le salaire de Kasiano pour faciliter son départ aux Dragons Catalans et Kasiano prolonge même d'une saison son contrat. Il fait le 23 mars 2019 ses débuts en Super League avec les Dragons contre les Rhinos de Leeds par une victoire 26-22.

## Palmarès
- Collectif :
  - Finaliste de la Coupe du monde : 2013 (Nouvelle-Zélande).
  - Finaliste de la National Rugby League : 2012, 2014 (Canterbury) et 2018 (Melbourne).
  - Finaliste de la Super League : 2021 (Dragons Catalans).

- Individuel :
  - Élu meilleur pilier de National Rugby League : 2012 (Canterbury).
  - Sélection en équipe de rêve de la Super League : 2021 (Dragons Catalans)

### En sélection

#### Coupe du monde
| Édition         | Rang      | Résultats pays | Résultats Kasiano | Matchs Kasiano |
| --------------- | --------- | -------------- | ----------------- | -------------- |
| Angleterre 2013 | Finaliste | 5 v, 0 n, 1 d  | 4 v, 0 n, 1 d     | 5/6            |

Légende : v = victoire ; n = match nul ; d = défaite.

#### Détails en sélection
| Matchs internationaux de Sam Kasiano     | Matchs internationaux de Sam Kasiano | Matchs internationaux de Sam Kasiano | Matchs internationaux de Sam Kasiano | Matchs internationaux de Sam Kasiano | Matchs internationaux de Sam Kasiano | Matchs internationaux de Sam Kasiano | Matchs internationaux de Sam Kasiano | Matchs internationaux de Sam Kasiano | Matchs internationaux de Sam Kasiano | Matchs internationaux de Sam Kasiano | Matchs internationaux de Sam Kasiano |
|                                          | Date                                 | Adversaire                           | Résultat                             | Compétition                          | Poste                                | Points                               | Essais                               | Pen.                                 | Drops                                |                                      |                                      |
| ---------------------------------------- | ------------------------------------ | ------------------------------------ | ------------------------------------ | ------------------------------------ | ------------------------------------ | ------------------------------------ | ------------------------------------ | ------------------------------------ | ------------------------------------ | ------------------------------------ | ------------------------------------ |
| sous les couleurs de la Nouvelle-Zélande |                                      |                                      |                                      |                                      |                                      |                                      |                                      |                                      |                                      |                                      |                                      |
| 1.                                       | 13 avril 2012                        | Australie                            | 10-18                                | Amical                               | Pilier                               | -                                    | -                                    | -                                    | -                                    |                                      |                                      |
| 2.                                       | 27 octobre 2013                      | Samoa                                | 42-24                                | Coupe du monde                       | Remplaçant                           | -                                    | -                                    | -                                    | -                                    |                                      |                                      |
| 3.                                       | 1er novembre 2013                    | France                               | 48-0                                 | Coupe du monde                       | Remplaçant                           | -                                    | -                                    | -                                    | -                                    |                                      |                                      |
| 4.                                       | 8 novembre 2013                      | Papouasie-Nouvelle-Guinée            | 56-10                                | Coupe du monde                       | Remplaçant                           | -                                    | -                                    | -                                    | -                                    |                                      |                                      |
| 5.                                       | 23 novembre 2013                     | Angleterre                           | 20-18                                | Coupe du monde                       | Remplaçant                           | -                                    | -                                    | -                                    | -                                    |                                      |                                      |
| 6.                                       | 30 novembre 2013                     | Australie                            | 2-34                                 | Coupe du monde                       | Remplaçant                           | -                                    | -                                    | -                                    | -                                    |                                      |                                      |
| sous les couleurs des Samoa              |                                      |                                      |                                      |                                      |                                      |                                      |                                      |                                      |                                      |                                      |                                      |
| 1.                                       | 2 mai 2015                           | Tonga                                | 18-16                                | Amical                               | Pilier                               | -                                    | -                                    | -                                    | -                                    |                                      |                                      |
| 2.                                       | 7 mai 2016                           | Tonga                                | 18-6                                 | Amical                               | Pilier                               | -                                    | -                                    | -                                    | -                                    |                                      |                                      |
| 3.                                       | 8 octobre 2016                       | Fidji                                | 18-20                                | Amical                               | Pilier                               | 4                                    | 1                                    | -                                    | -                                    |                                      |                                      |
| 4.                                       | 6 mai 2017                           | Angleterre                           | 10-30                                | Amical                               | Pilier                               | -                                    | -                                    | -                                    | -                                    |                                      |                                      |
| 5.                                       | 23 juin 2018                         | Tonga                                | 22-38                                | Amical                               | Pilier                               | -                                    | -                                    | -                                    | -                                    |                                      |                                      |

### En club

#### Statistiques
| Saison | Club                 | Compétition           | Matchs | Points | Essais | Goals | Drops |
| ------ | -------------------- | --------------------- | ------ | ------ | ------ | ----- | ----- |
| 2011   | Canterbury-Bankstown | National Rugby League | 19     | -      | -      | -     | -     |
| 2012   | Canterbury-Bankstown | National Rugby League | 24     | 4      | 1      | -     | -     |
| 2013   | Canterbury-Bankstown | National Rugby League | 13     | 12     | 3      | -     | -     |
| 2014   | Canterbury-Bankstown | National Rugby League | 14     | 12     | 3      | -     | -     |
| 2015   | Canterbury-Bankstown | National Rugby League | 24     | 8      | 2      | -     | -     |
| 2016   | Canterbury-Bankstown | National Rugby League | 23     | 24     | 6      | -     | -     |
| 2017   | Canterbury-Bankstown | National Rugby League | 22     | -      | -      | -     | -     |
| 2018   | Melbourne            | National Rugby League | 14     | 4      | 1      | -     | -     |
| 2019   | Dragons Catalans     | Super League          | 21     | 12     | 3      | -     | -     |
| 2019   | Dragons Catalans     | Challenge Cup         | 1      | -      | -      | -     | -     |
| 2020   | Dragons Catalans     | Super League          | 14     | 8      | 2      | -     | -     |
| 2020   | Dragons Catalans     | Challenge Cup         | 2      | -      | -      | -     | -     |
| 2021   | Dragons Catalans     | Super League          | 1      | -      | -      | -     | -     |